# Wiedlisbach
Wiedlisbach es una comuna suiza del cantón de Berna, situada en el distrito administrativo de Alta Argovia. Limita al norte con las comunas de Rumisberg y Oberbipp, al este con Walliswil bei Niederbipp, al sur con Walliswil bei Wangen y Wangen an der Aare, y al oeste con Attiswil.
La comuna está compuesta por las localidades de: Büelen Dattenbühl, Gerzmatt, Moos y Stierenweid. Hasta el 31 de diciembre de 2009 situada en el distrito de Wangen.

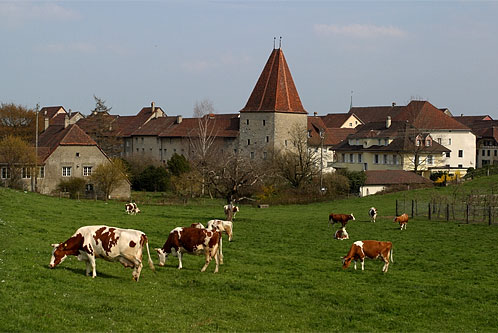
Vista de Wiedlisbach.